# سونوبه (كيوتو)
سونوبه وتعني (سونوبي-تشو) (باليابانية: 園部町) هي مدينة تقع في مقاطعة فوناي، محافظة كيوتو في اليابان ومن أبرز المواليد فيها المصمم شيغيرو مياموتو.

## معرض صور

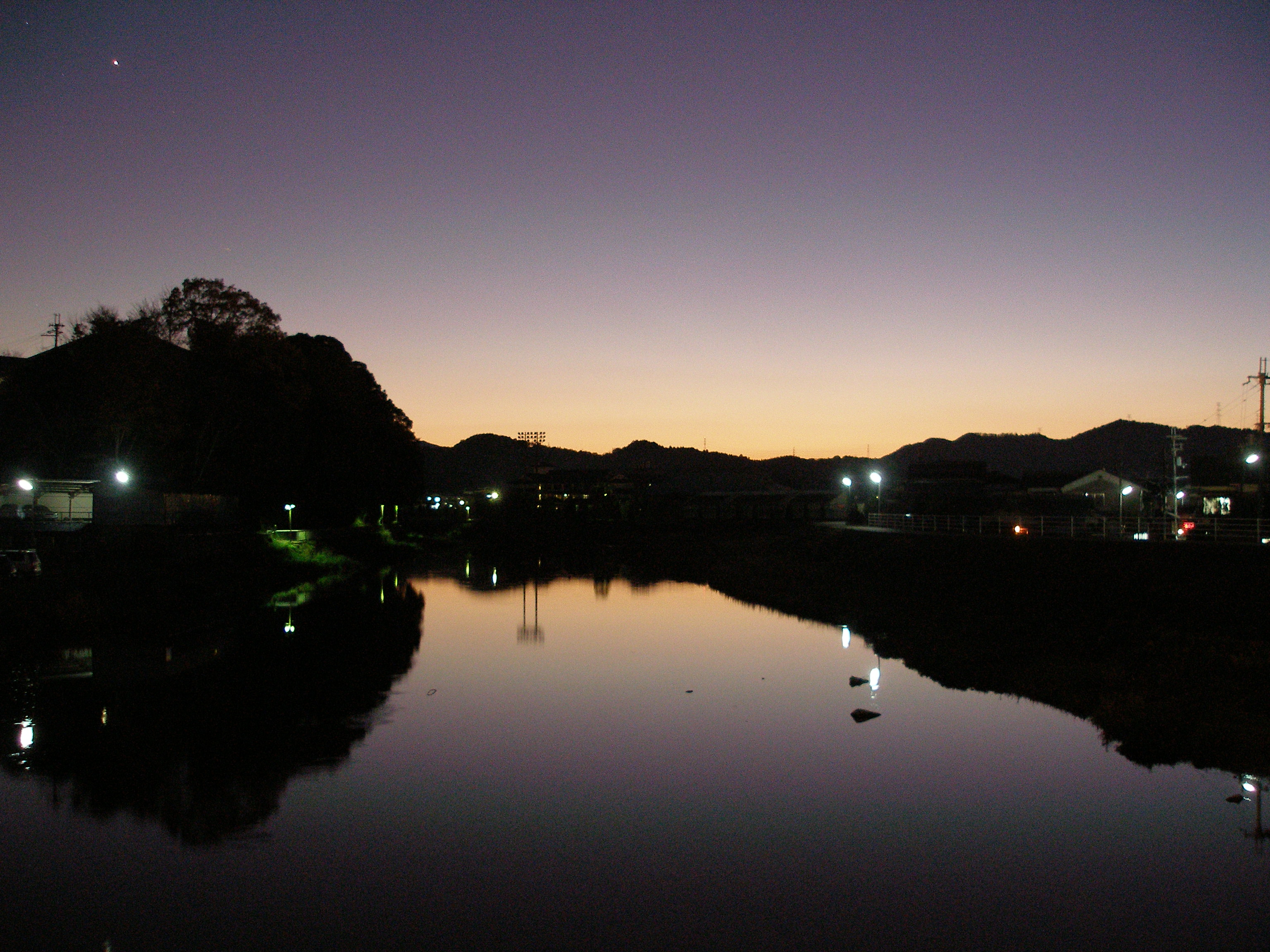
الغروب في سونوبي
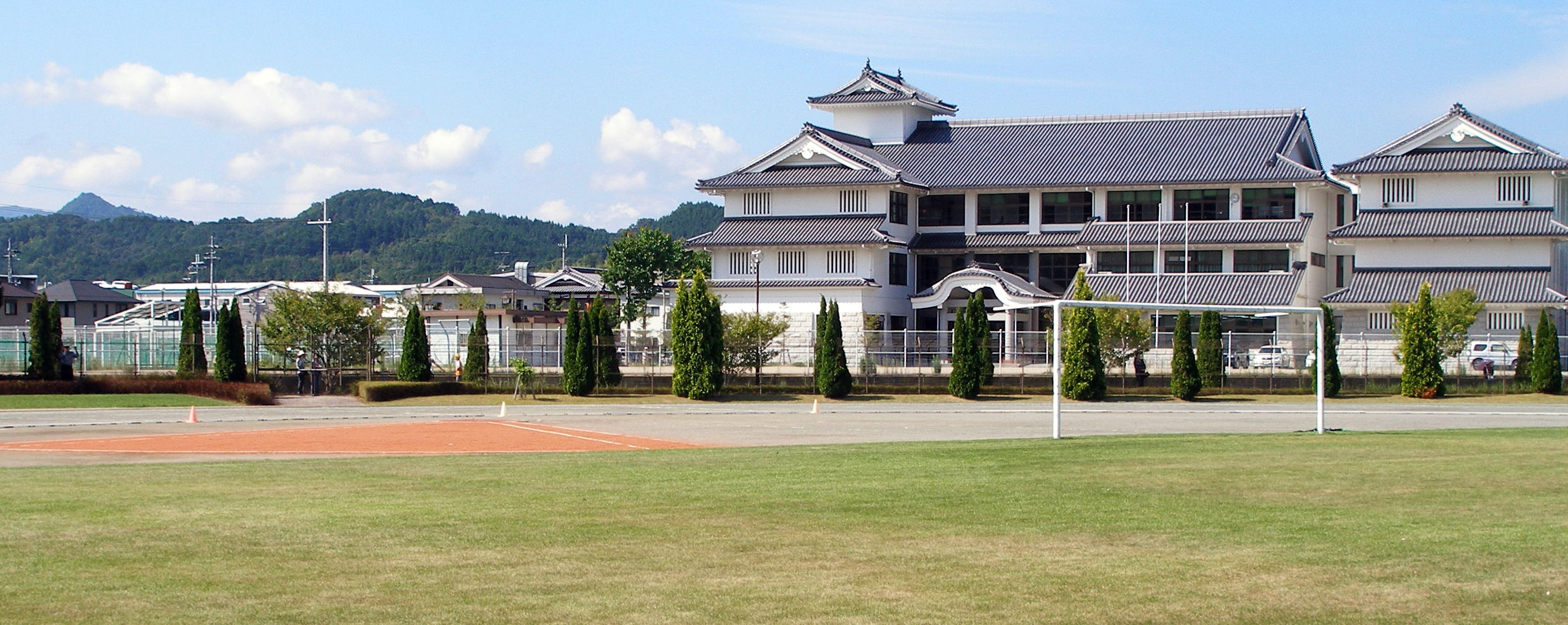
مدرسة جونيور الثانوية في سونوبي

‌